# Jutta Graae
Jutta Regitse Pilegaard Graae, née le 28 avril 1906 à Hillerød et décédée le 25 mars 1997 à Havndal, est une employée de banque danoise devenue une membre de la résistance danoise pendant l'occupation allemande du Danemark pendant la Seconde Guerre mondiale. Après avoir travaillé pour la première fois comme contact pour le résistant Ebbe Munck à Stockholm, elle devient si profondément impliquée dans des activités illégales qu'elle doit déménager à Stockholm en septembre 1943. En 1944, elle s'installe à Londres où, à partir de janvier 1945, elle rejoint le Special Operations Executive. Après la guerre, elle continue à travailler pour le renseignement danois, devenant archiviste en chef pour le service danois de renseignement de défense en 1956 et le reste jusqu'à sa retraite en 1960,.

## Jeunesse
Née le 28 avril 1906 à Hillerød, Jutta Regitse Pilegaard Graae est la fille de Julius Constantin Pilegaard Graae (1876–1914) et de Sigrid Christiane Sibbern Køhler (1878–1966). Après avoir terminé la realskole, elle commence comme assistante à la Cour des assurances. Elle passe ensuite un an à Londres avant de travailler chez Sparekassen for Kjøbenhavn og Omegn (en) à Copenhague.

## Seconde Guerre mondiale
Pendant l'occupation allemande du Danemark pendant la Seconde Guerre mondiale, en tant que belle-sœur du journaliste Ebbe Munck — qui est impliqué dans des activités clandestines pour le renseignement britannique — Graae peut recueillir des informations dans son poste à la banque d'épargne. Elles sont ensuite acheminées par courrier à Munck qui est stationné à Stockholm, en Suède.
La maison de Graee sur Rosenstandsvej à Ordrup est également utilisée par les membres de la résistance pour déposer des articles à envoyer à Stockholm. C'est ici en mai 1943 qu'une réunion clé a lieu entre Mogens Fog, Erling Foss (en) et Frode Jakobsen où ils discutent de la meilleure façon de coordonner le travail de résistance.
Lorsque les Allemands dissolvent l'armée et la marine danoise en août 1943, les principaux membres de la résistance doivent entrer dans la clandestinité. En conséquence, avec Volmer Gyth et P.A. Mørch du service de renseignement, Graae part pour à Stockholm où elle agit en tant que secrétaire et hôtesse. Elle devient si bien informée des activités de résistance qu'en octobre 1944, elle est invitée à Londres pour conseiller le major-général RH Dewing qui planifie des opérations au Danemark. En janvier suivant, elle est transférée à la direction des opérations spéciales, chargée de coordonner les contacts illégaux avec le Danemark. Elle publie ses mémoires sur son implication dans la résistance danoise dans Værnepligt (1995).

## Activités d'après-guerre
Après la guerre, Graae déménage à Washington, DC, où elle travaille à l'ambassade du Danemark pour Henrik Kauffmann. En 1947, elle retourne au Danemark pour rejoindre le service de renseignement de défense, où elle devient archiviste en chef en 1956 jusqu'à sa retraite en 1960. En décembre 1960, elle épouse le propriétaire du domaine Flemming Juncker (1904–2002) qu'elle a rencontré alors qu'elle travaillait à Londres.
Le 25 mars 1997, Jutta Graae meurt à Havndal dans l'est du Jutland où elle est enterrée dans le cimetière local.

## Prix et distinctions
En 1947, Graae reçoit l'Ordre de l'Empire britannique. Elle reçoit également la médaille du roi Christian X pour sa participation à la Seconde Guerre mondiale. En 1991, elle reçoit le prix Ebbe Munck.